# 格衣
格衣（かくえ）は、神職が着用する上着で「略服」。一般の羽織のような形状で、平袖平打の袖括と露がある。地質は白、色有文などで腋は「縫いつぶし」が多い。襟幅は一寸二部とし、前の左右に丸緒などの「胸紐」をつける。白衣の上に着て、烏帽子をかぶり、下衣は切袴とする。また男性用、女性用があり。生地は、正絹、綾織、テトロン、化織、夏用絽、夏用紗などがある。